# Campina do Barreto
Campina do Barreto é um bairro do Recife, Pernambuco. Coordenada  latitude 8°1'0"S e longitude 34°52'56"W 
Localiza-se na RPAR 2.1, região nordeste do Recife.
Dentro do bairro encontra-se a comunidade Chão de Estrelas, ocupando mais de 60% da área total do bairro.

## História
O surgimento do bairro se deu a partir das Capitanias hereditárias, noo século XVI, com a ocupação das terras entre Olinda e Recife.
O bairro anteriormente foi chamado Fundão de Dentro. Era um sítio com coqueiros e mangueiras, pertencente a um português conhecido por Seu Barreto, de onde passou a chamar-se com a denominação atual.
Já foi povoado por palafitas, no início do século XX, quando da inauguração do matadouro de Peixinhos.
A partir de 1970, a construção de habitações populares deu outra feição ao bairro.

## Demografia
Área: 52 ha.
População: 9.484 habitantes
Densidade demográfica: 182,67 hab./ha.

## Chão de Estrelas
Chão de Estrelas é uma comunidade dentro do bairro Campina do Barreto. Surgiu em 1981, com o movimento de luta e resistência pelo direito a moradia.
Houve várias denominações para a comunidade que aparecia. Por um plebiscito entre os moradores, o nome escolhido foi 'Chão de Estrelas
Muitos dos moradores cadastrados para conseguir residência na nova comunidade vinham de uma favela em Peixinhos (Olinda), denominada Cabo Gato